# Rüdnitz
Rüdnitz – gmina w Niemczech,  w kraju związkowym Brandenburgia, w powiecie Barnim, wchodzi w skład związku gmin Biesenthal-Barnim.